# Micrixalus spelunca
Micrixalus spelunca é uma espécie de anfíbio anuro da família Micrixalidae. Está presente na Índia. A UICN classificou-a como deficiente de dados.